# Осецимский, Гилярий Альфонсович
Гилярий Альфонсович Осецимский (187? — 1948, Москва) — российский металлург, горный инженер.

## Биография
Родился в 187? года в семье крупного гомельского помещика Альфонса Бонавентуровича Пэррота.
В 1899 году окончил Санкт-Петербургский горный институт.
В 1900 году женился на Варваре Андреевне Наумовой, дочери генерала А. Л. Наумова.
Работал на петербургском Александровском сталелитейном заводе помощником сменного мастера, мастером, заведующим мартеновским цехом.
В 1917-18 годах руководил Таганрогским металлургическим заводом
.
После Гражданской войны работал главным инженером Макеевского металлургического завода
.
С 1926 года главный металлург и технический директор Первого государственного меднообрабатывающего  завода в Кольчугине.
С 1929 года — заведующий кафедрой технологии металлов МВТУ, профессор, декан факультета горячей обработки.
Сыграл большую роль по внедрению в СССР дюралюминия в промышленное производство.
Умер в Москве в 1948 году.

## Семья
- Наумов, Андрей Лаврентьевич (1841—1906) — тесть, генерал-майор российской императорской армии.
- Осецимская, Галина Романовна (1936, Москва — 2000, Москва) — жена внука, советский и российский переводчик, коллекционер неофициального советского искусства и российского искусства 1990-х годов.